# Moordvrouwen
Moordvrouwen is een vierdelige Nederlandse portretserie en documentaire van Net5. In Moordvrouwen vertellen vrouwen die ooit iemand hebben vermoord hun kant van het verhaal, en de reden van de moord die ze hebben gepleegd. Via reconstructiebeelden wordt het verhaal nagespeeld en is te zien hoe het zover heeft kunnen komen. De reeks is gemaakt door Jessica Villerius en geproduceerd door Posh Productions. De eerste aflevering werd uitgezonden op 9 mei 2011, de laatste op 30 mei 2011.

## Afleveringen
| Aflevering | Titel                         | Kijkcijfers     | Uitzenddatum |  |
| --- | ----------------------------- | --------------- | ------------ |  |
| 1 | Het verhaal van Willeke M.    | 477.000 kijkers | 9 mei 2011   |  |
| In de eerste aflevering vertelt Willeke M. haar verhaal. Willeke had een verschrikkelijke jeugd, waarbij ze werd mishandeld en op 7-jarige leeftijd werd verkracht in het bijzijn van haar moeder. Ze trouwt al jong met een man met losse handjes. Ze ontmoet een man die Willeke uiteindelijk in zijn macht krijgt en misbruikt haar dochter. Ze geeft deze man slaappillen en brengt hem daarna met een mes om het leven. |                               |                 |              |  |
| 2 | Het verhaal van Denise van S. | 286.000 kijkers | 16 mei 2011  |  |
| In de tweede aflevering vertelt Denise van S. haar verhaal. Denise is veroordeeld omdat ze haar eigen man heeft omgebracht. Denise werd onder andere mishandeld door haar man en tijdens een ruzie heeft ze hem neergestoken. Denise werd veroordeeld, en heeft nog altijd spijt van het misdrijf. |                               |                 |              |  |
| 3 | Het verhaal van Troeta W.     | 383.000 kijkers | 23 mei 2011  |  |
| In de derde aflevering vertelt Troeta W. haar verhaal. Troeta is veroordeeld voor moord op een 23-jarige vrouw. Troeta zou de vrouw samen met haar zus gedwongen hebben chloor te drinken en vervolgens met een touw om haar nek van een kruk te springen. |                               |                 |              |  |
| 4 | Het verhaal van Thea Moear    | 230.000 kijkers | 30 mei 2011  |  |
| In de slotaflevering vertelt Thea Moear haar verhaal. Moear is de enige Godmother die Nederland ooit heeft gekend. Als jonge vrouw zwaaide ze de scepter in de Nederlandse onderwereld. Hoewel zij nooit zelf haar handen vuil heeft gemaakt werd haar leven gedomineerd door moord en doodslag. |                               |                 |              |  |